# Edward Hanson

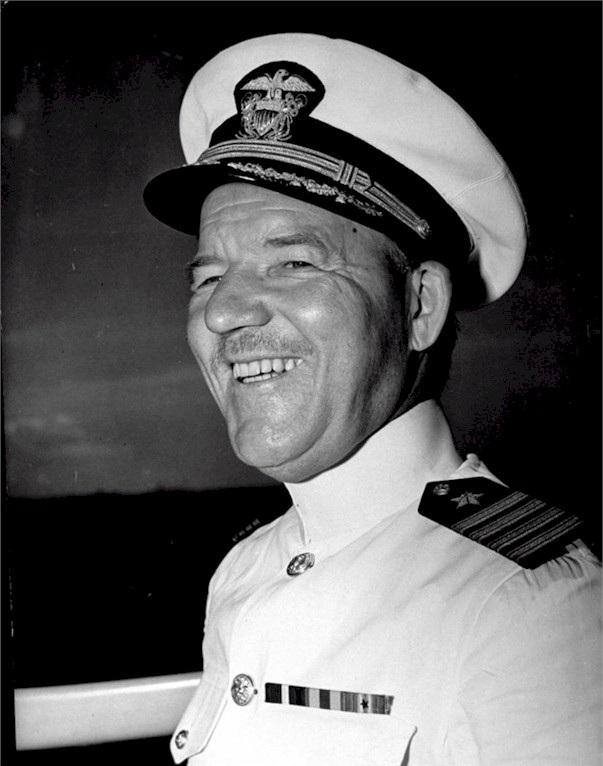
Edward Hanson

Edward William Hanson (* 12. Februar 1889 in Alexandria, Douglas County, Minnesota; † 18. Oktober 1959 in San Diego, Kalifornien) war ein US-amerikanischer Marineoffizier. Zwischen 1938 und 1940 war er Militärgouverneur von Amerikanisch-Samoa.

## Werdegang
Im Jahr 1911 absolvierte Edward Hanson die United States Naval Academy in Annapolis (Maryland). Anschließend diente er auf verschiedenen Schiffen als Offizier in der United States Navy. Er nahm auch am Ersten Weltkrieg teil und wurde mit dem Navy Cross ausgezeichnet. Anfang der 1920er Jahre gehörte er der Verwaltung der Marineforschungsfakultät der Harvard University (Harvard Naval Science Department) an. Danach kam er an das Naval War College in Newport (Rhode Island).
Zwischen dem 26. Juni 1938 und dem 30. Juli 1940 war Hanson Gouverneur von Amerikanisch-Samoa. Er griff kaum in die dortigen Geschehnisse ein und ließ die Einheimischen nach ihren Traditionen leben. Während des Zweiten Weltkrieges kommandierte er das Kriegsschiff Indianapolis, das im Pazifik eingesetzt war und später unter einem seiner Nachfolger versenkt wurde. Nach seiner Beförderung zum Konteradmiral wurde er Kommandeur des 15. Marinebezirks, der in der Panamakanalzone lag. Später kommandierte er eine Gruppe von Schlachtschiffen. Im August 1945 wurde er Kommandeur in Pearl Harbor. Sein letzter Rang in der Marine war der eines Vizeadmirals. Edward Hanson starb am 18. Oktober 1959 in San Diego.